# الله في حبة (مهير بابا)
الله في حبة؟ مهير بابا حول المخدرات والطرق العالية هو كتيب كتب عام 1966 يحتوي على رسائل من مهير بابا يتحدث فيها ضد تناول المخدرات غير المشروعة مثل الماريجوانا وآل آس دي، وقال في نهاية المطاف أنهم مضرين «جسديا وعقليا وروحيا».
تم نشر الكتيب في عام 1966 من قبل الصوفية المعاد اتجاهها باستخدام اقتباسات من قبل مهير بابا حيث قلل من وجهة النظر التي تفيد أن العقاقير المهلوسة والمخدرات لا سيما الآل أس دي، وأيضا الماريجوانا وسيلوسيبين وغيرها من المخدرات، قد تفيد في استخلاص البصيرة الروحية ذات مغزى. كتب ماهر بابا: «إذا كان الله يمكن العثور عليه من خلال أي دواء، فإن الله لا يستحق أن يكون الله.»  تم تجميع الكتيب من رسائل إلى العديد من الأكاديميين في الغرب بما في ذلك ألان كوهين، روبرت درايفوس وريتشارد ألبرت.
أعيد نشر الكتيب في عام 2003. واضيف للكتاب الجديد مواد لم تكن واردة في الكتيب الأصلي منها فصل بعنوان الله في حبة؟ إعادة نظر، الذي يعيد اقتباس تلك الاقتباسات الكتاب الأصلي التي كتبها مهر بابا تتعلق بالمخدرات.

## روابط خارجية
- مهير بابا رسائل عن المخدرات